# Diez factores
Diez factores (Jpn. ju nyoze) es un término budista sobre diez factores comunes a toda la vida en los Diez reinos espirituales según el budismo.
Aparecen listados en el capítulo "Medios Hábiles" del Sutra del loto de la siguiente manera: "El verdadero aspecto de todos los fenómenos solo puede ser entendido y compartido entre Budas. Esta realidad consiste de apariencia, naturaleza, entidad, poder, influencia, causa interna, relación, efecto latente, efecto manifiesto y su consistencia de principio a fin.".
Este pasaje provee la base teórica para el principio de reemplazar los tres vehículos por el vehículo único mencionado en la parte teórica (primera mitad) del Sutra del loto. Como los diez factores son comunes a toda la vida y fenómenos, no puede haber una distinción fundamental entre un Buda y una persona común. Sobre esta base Tien-tai (538-597 EC) estableció el sistema filosófico de los tres mil aspectos en un solo momento de vida, del cual los diez factores son un componente. Mientras los Diez mundos expresan diferencias entre los fenómenos, los diez factores describen el patrón de existencia común a todos los fenómenos. Por ejemplo, tanto el estado de Buda como el de infierno, tan diferentes como son entre sí, poseen los diez factores por igual.

## Factores
Los tres primeros factores describen la realidad de la vida misma, mientras los restantes siete explican las funciones y operaciones de la vida.
- Apariencia. Se refiere a los atributos que son perceptibles desde fuera, tales como color, forma y comportamiento.

- Naturaleza Disposición inherente o cualidad de una cosa o un ser que no puede ser discernida desde fuera. Tien-tai la caracteriza como "incambiable" e irreemplazable. Por ejemplo la naturaleza del fuego es "incambiable" y no puede ser remplazada por la del agua. También hace referencia a la "verdadera naturaleza", la cual él ve como verdad última, o naturaleza de Buda.

- Entidad . Esencia de la vida que permea e integra a la apariencia y a la naturaleza.

- Poder. Energía potencial de la vida.

- Influencia. Acción o movimiento que se produce cuando se activa el poder o fuerza inherente de la vida.

- Causa interna. Causa latente existente en la vida que produce un efecto del mismo valor. Este puede ser positivo, negativo o neutro.

- Relación. Entre causas indirectas hacia la causa interna. Causas indirectas son tanto internas como externas y ayudan a la causa interna a producir un efecto.

- Efecto latente. Efecto producido en la vida cuando un a causa interna es activada a través de su relación con varias relaciones.

- Efecto manifiesto. Efecto tangible y perceptible que emerge con el tiempo como una expresión de un efecto latente y por lo tanto de una causa interna a través de la relación de esta con varias condiciones.

- Consistencia de principio a fin . Factor que unifica a los demás. Indica que todos los otros nueve factores desde el primero hasta el último están consistente y armoniosamente interrelacionados.